# الغوص العلمي
غوص علمي هو استخدام العلماء لتقنيات الغوص تحت الماء لأداء عمل تحت الماء سعياً مباشراً للحصول على المعرفة العلمية. يختلف التعريف القانوني للغوص العلمي حسب الاختصاص. عادة ما يكون الغواصون العلميون علماء مؤهلين أولًا وغواصين ثانيًا، يستخدمون معدات وتقنيات الغوص باعتبارها وسيلة للوصول إلى موقع عملهم الميداني. تغيرت الملاحظة والمعالجة المباشرين للموائل البحرية المتاحة للعلماء المجهزين بالأكواخ في العلوم البحرية بوجه عام، والبيولوجيا البحرية والكيمياء البحرية بوجه خاص. تعد الآثار والجيولوجيا تحت الماء أمثلة أخرى للعلوم التي تتم متابعتها تحت الماء. نفذت بعض عمليات الغوص العلمي من قبل الجامعات لدعم برامج البحوث الجامعية أو العليا، وتقوم الهيئات الحكومية مثل وكالة حماية البيئة الأمريكية ووكالة البيئة البريطانية بالغوص العلمي لاستعادة عينات المياه والكائنات الحية البحرية والمواد البحرية والبحيرات أو قاع النهر لفحص علامات التلوث.
تختلف المعدات المستخدمة بشكل كبير في هذا المجال، وعادة ما يكون اختيارها على أساس التكلفة والفعالية والتوافر وعوامل الخطر. وغالبًا ما يستخدم جهاز التنفس تحت الماء بالدوائر المفتوحة كونه متاحًا بدرجة كبيرة وفعالًا من حيث التكلفة، وهو نمط التدريب على مستوى الدخول في معظم الأماكن.
يمكن تنظيم الغوص العلمي في سياق العمل من قبل تشريعات السلامة المهنية، أو يمكن إعفاؤها باعتبارها منظمة ذاتية من قبل هيئة معترف بها. كان سجل السلامة جيدًا بشكل عام. يعتبر جمع البيانات العلمية من قبل المتطوعين خارج العمل بشكل عام من الناحية القانونية غوصًا ترفيهيًا.
تختلف معايير التدريب في جميع أنحاء العالم، وهي عمومًا أعلى من مستوى الدخول للغوص الترفيهي، وفي بعض الحالات مماثلة لتدريب الغواصين التجاريين. هناك عدد قليل من الاتفاقيات الدولية التي تسهل عمل العلماء من أماكن مختلفة معًا على مشاريع ذات اهتمام مشترك، من خلال الاعتراف بمستويات دنيا مقبولة من الكفاءة المتبادلة.

## مجال العمل
الغوص العلمي هو أي غوص يُجرى لدعم العلم، لذلك تتنوع الأنشطة تنوعًا كبيراً، ويمكن أن تشمل إحصاء الكائنات الحية وقياسها بصرياً في الموقع، وجمع العينات، والمسوحات، والتصوير الفوتوغرافي، والتصوير بالفيديو، وأخذ عينات الفسيفساء، وأخذ عينات الشعاب المرجانية، ووضع المعدات العلمية وصيانتها واسترجاعها.
أهمية الغوص للمجتمع العلمي ليست مسجلة بشكل جيد. أظهر التحليل الببليوغرافي للأبحاث المنشورة بين عامي 1995 و2006 والتي دعمها الغوص العلمي أن الغوص يدعم البحث العلمي من خلال أخذ عينات فعالة وموجهة. تشمل الأنشطة جمع الكائنات الحية والعينات البيولوجية، ومراقبة سلوك الحيوانات، والمسوحات الكمية، والقياسات في الموقع، ودراسات الأثر، والتحليلات الإيكولوجية، وتقييم التقنيات، ورسم خرائط المناطق تحت الماء، ورسم السمات الجيولوجية، ونشر المعدات تحت الماء واستعادتها.
تبين مقارنة عمليات البحث في قواعد البيانات بمجموعة مختارة من المنشورات التي عُرف أنها استخدمت الغطس العلمي في الفترة نفسها أقلية صغيرة من البحوث، ما يشير إلى أهمية الغطس العلمي باعتباره أداة صالحة وفعالة من حيث التكلفة للبحث تحت سطح الماء ممثلًا تمثيلًا ناقصًا إلى حد كبير في المؤلفات.
بعض الأعمال تحت الماء لدعم العلوم هي خارج نطاق اللوائح ذات الصلة أو الإعفاءات أو قواعد الممارسة، ولا تصنف قانونيًا على أنها الغوص العلمي. ويلزم أن يقوم بهذا العمل غطاسون مدربون ومسجلون ويعملون وفق ممارسات الصحة والسلامة للغطس التجاري.

### مساهمة الغوص العلمي في البحث
توفر تدخلات الغوص تحت الماء، ولا سيما على جهاز التنفس تحت الماء، القدرة للعلماء لإجراء ملاحظات مباشرة في الموقع وفي الوقت الحقيقي، ما يسمح بالتدقيق أرضيًا في الملاحظات بدرجة كبيرة وملاحظات عرضية الصدفة خارج التجربة المخطط لها. تبقى البراعة البشرية أقل تكلفة وأكثر قابلية للتكيف مع التعقيدات غير المتوقعة في الإعداد التجريبي من البدائل التي يتم تشغيلها عن بعد والروبوتية في نطاق الأعماق الضحلة. كما قدمت الغوص رؤى من غير المرجح أن تحدث دون ملاحظة مباشرة، حيث أن الفرضيات الناتجة عن الاستدلال الاستنتاجي لم تتنبأ بالخصائص التفاعلية والسلوكية للكائنات البحرية، ومن غير المرجح أن يتم الكشف عن هذه الخصائص من خلال الاستشعار عن بعد أو الفيديو أو الطرق الأخرى التي لا توفر السياق الكامل والتفاصيل المتاحة للغواص. يسمح سكوبا للعالِم بإجراء التجربة والتواجد لمراقبة البدائل غير المتوقعة للفرضية.
يشمل مجال بيولوجيا التغير العالمي التحقيق في الأدلة المتعلقة بالاحترار العالمي وتحمض المحيطات. تحدث العديد من التغيرات التي يمكن قياسها في المناخ العالمي في البحار. ويعد ابيضاض المرجان مثالاً على مؤشر التغير، وقد أتاح الغوص كمية كبيرة من بيانات الرصد منخفضة الأثر، ما أسهم إلى حد كبير في الكم الكبير من المعارف المتعلقة بهذا الموضوع على مدى عدة عقود.